# 艾伦·里奇
艾伦·里奇（英語：Allen Leech，1981年5月18日—）是一位愛爾蘭演員。較知名作品為在2007年HBO节目《罗马》中扮演玛尔库斯·维普撒尼乌斯·阿格里帕，还有在英國獨立電視台《唐顿庄园》中扮演司机Tom Branson。